# Klára Kadár
Klára Kadár (*24. listopadu 1989 Vrchlabí) je česká politička, spolupředsedkyně Hnutí Kruh a spoluzakladatelka Bez trestu.

## Život
Vyrostla ve Vrchlabí, kde navštěvovala sportovní třídu a věnovala se sjezdovému lyžování a jezdectví. Tomu se věnovala ve středoškolském studiu na SZEŠ Lanškroun v agropodnikání se specializací v oboru chov koní a jezdectví.  
Po střední škole nastoupila na Mendelovu univerzity v Brně na obor Zootechnika, ale studium po roce přerušila. V dalším roce nastoupila na Univerzitu Pardubice do bakalářského studijního programu Historicko-literární studia, která dokončila v roce 2013. Pokračovala ve studiu na stejné škole v magisterském programu Kulturní dějiny ve specializačním modulu Gender history, který dokončila v roce 2018. Kadár studovala v rámci Erasmus+ také na zahraniční univerzitě v Maďarsku, konkrétně na Pázmány Péter Katolikus Egyetem.
Kadár působila jako projektová manažerka na Úřadu vlády a MPSV v projektech věnujícím se rovnosti a sociálním politikám.
Je jednou ze zakladatelek organizace Bez trestu. Z té odešla společně s Lucií Ottinger při rozdílném pohledu na působení Lucie Hrdé, která čelila pochybnostem kvůli svému chování při zastupování pachatelů.
Věnuje se popularizaci a osvětě v oblasti sexualizovaného a domácího násilí. Je držitelkou ocenění Moje Heroine 2022.
Nyní působí jako advocacy manažerka v organizaci Konsent.

## Politické působení
Od roku 2020 do 8. března 2025 byla aktivní členkou České pirátské strany. Působila jako vedoucí krajské expertní skupiny pro sociální politiku ve Středočeském kraji, vedoucí meziresortní skupiny pro lidská práva a byla členkou širšího vedení strany - republikového výboru.
Po svém odchodu od Pirátů vyšla společně s Martou Martinovou a Janou Koláříkovou s vlastní iniciativou Hnutí Kruh. V něm byla po založení zvolena jako spolupředsedkyně. Ve sněmovních volbách 2025 vede kandidátku tohoto hnutí v Jihomoravském kraji.